# Сесилия Габриела
Сесилия Габриела Вера Сандовал (на испански: Cecilia Gabriela Vera Sandoval), по-известна като Сесилия Габриела (на испански: Cecilia Gabriela), е водеща мексиканска актриса.

## Биография
Сесилия Габриела е родена на 9 януари 1962 г. във Виямар, щат Мичоакан. На 11-годишна възраст Сесилия дебютира като актриса в дублажа, озвучавайки ветеринарката в поредицата Улица Сезам. През 1985 г. дебютира в телевизията, в теленовелата Да живееш по малко, а през 1991 г. и в киното.
През 1993 г. се омъжва за актьора Марко Уриел, с когото имат една дъщеря – Рехина. Бракът им продължава до 2010 г.

## Кариера
Повече от три десетилетия Сесилия Габриела участва в теленовели, сред които Валерия и Максимилиано (1991), Живея заради Елена (1998), Мащехата (2005), Да лъжеш, за да живееш (2013) и Не ме оставяй (2015).
Първата теленовела, в която участва, е хитовата Да живееш по малко от 1985 г., но ролята, с която придобива популярност, е тази на Юрико Пойнтер в теленовелата Грехът на Оюки от 1988 г., въпреки че се появява в шест епизода от поредицата.
По-късно участва и в други продукции, като сред най-забележителните е Валерия и Максимилиано, в която Сесилия изпълнява ролята на Дулсе Ландеро. 
През 1993 г. изпълнява първата си отрицателна роля в теленовелата Последната надежда, а година по-късно взема специално участие в Империя от кристал; през 1995 г. изиграва следващата си отрицателна роля в Акапулко, тяло и душа, по-късно изиграва злодейката в теленовелата Любима неприятелка от 1997 г.
През 1998 г. продуцентът Хуан Осорио поканва Сесилия да изиграе главната поддържаща роля в теленовелата Живея заради Елена. През 2000 г. има специално участие в Цената на любовта ти, а в същата година изпълнява отрицателната роля в Ангелско личице.
През 2002 г. взема специално участие в Уханието на любовта, в която поредица се появява три пъти – в първите два и в последния епизод. Три години по-късно изиграва ролята на злодейката Даниела Маркес в теленовелата Мащехата.
През 2006 и 2007 г. е гост-звезда в теленовелите Ранени души и Момиченца като теб съответно.
През 2008 г. тя отново играе злодейка този път в рамките на продукцията Кълна се, че те обичам, в края на тази теленовела през 2009 г. е поканена да има специално участие в Утре и завинаги.
През 2010 г. изпълнява ролята на Камила Риверо в теленовелата Изпълнена с любов.
През 2015 и 2016 г. Сесилия Габриела има специално участие в теленовелата Не ме оставяй.
Следващата си отрицателна роля изпълнява през 2017 г. в продукцията Мое мило проклятие. 
През 2022 г. изпълнява една от отрицателните роли в теленовелата Мащехата, нова версия на оригиналната история. Освен в теленовелите Сесилия Габриела има знакови роли и в киното и театъра.

## Филмография

### Теленовели
- Родители за удобство (2024) – Пура
- Мащехата (2022) – Емилия Сетина де Ривас
- Да преодолееш страха (2020) – Тамара
- Съпругът ми има по-голямо семейство (2018) – Д-р Таня
- Мое мило проклятие (2017) – Корина Пинеда
- Без следа от теб (2016) – Сара Ернандес
- Не ме оставяй (2015 – 2016) – Ракел Ерера де Фонсека / Ракел Ерера вдовица де Фонсека
- Voltea pa' que te enamores (2014) – Аиде Карам
- Толкова богати бедняци (2014) – Рита Реболедо
- Да лъжеш, за да живееш (2013) – Лусина Гонсалес
- Изпратен от небето (2012) – Исабел Обрегон вдовица де Гомес
- Изпълнена с любов (2010 – 2011) – Камила Риверо де Порта-Лопес
- Утре и завинаги (2009) – Алтаграсия Линарес де Елисалде
- Кълна се, че те обичам (2008 – 2009) – Леонора Касис Сулоага де Ласкано
- Момиченца като теб (2007) – Вероника Васкес
- Ранени души (2006) – Берта де Арагон (млада)
- Мащехата (2005) – Даниела Маркес де Риверо
- Веселяци и сърдитковци (2003 – 2004) – Мерседес де Домингес (#2)
- Любимо мое момиче (2003) – Консуело Мендиола
- Уханието на любовта (2002 – 2003) – Виолета Кармона
- Приятели в спасяването (2002) – Рехина Онтиверос де Дел Вале / Таня Вермонт
- Ангелско личице (2000 – 2001) – Виктория Монтесинос
- Цената на любовта ти (2000) – Хулия
- Живея заради Елена (1998) – Консуело Карвахал
- Любима неприятелка (1997) – Сесилия Сандовал
- Акапулко, тяло и душа (1995 – 1996) – Синтия Монталво
- Със същото лице (1995) – Магдалена де Коварубияс
- Империя от кристал (1994 – 1995) – Естер Ломбардо
- Мечта за любов (1993)
- Последната надежда (1993) – Дженифър Ласкурайн
- Валерия и Максимилиано (1991 – 1992) – Дулсе Ландеро
- Моя малка Соледад (1990) – Клара
- Въртележка (1989 – 1990) – Роксана де Дел Салто
- Флор и Канела (1988)
- Грехът на Оюки (1988) – Юрико Пойнтер / Лили Пойнтер
- Дивата Роза (1987 – 1988) – Ингрид
- Виктория (1987) – Елоиса
- Ти или никоя (1985) – Мария Хосе
- Да живееш по малко (1985) – Секретарката на Грегорио

### Сериали
- Esta historia me suena (2020) – Сусана
- Розата на Гуадалупе (2017) – Барбара / Естер Мадригал дел Олмо (различни епизоди)
- La familia P. Luche (2012)
- Como dice el dicho (2011 – 2017) – Елиса / Адриана / Мару / Айда (различни епизоди)
- Tiempo final (2009) – Кармен
- Los simuladores (2009)
- Adictos (2009)
- Mujeres asesinas – Сусана Сааведра
- Mujer, casos de la vida real (2007)
- Desde Gayola (2004) – Роберта
- Hospital el paisa (2004) – Майката
- Diseñador ambos sexos (2001) – Астрид
- La telaraña (1990)
- Улица Сезам (1973 – 2009) – Ветеринарката

### Кино
- Puppet souldiers (2007)
- La última noche (2005) – Глория
- El arrecife de los alacranes (1994) – Моника
- La abuelita de Bakman (1993)
- Anatomía de una violación (1992)
- Una quemada peligrosa (1991) – Клаудия

### Театър
- Suertudotas! (2019)
- EntreMujeres (2019)
- LosNegrosPájarosdelAdiós (2018)
- Las arpias(2018)
- Reflejos de cristal (2015)
- 7 mujeres (2012)
- 12 mujeres en pugna (2009)
- Elsa y Fred
- Los árboles mueren de pie
- Baño de damas (2003)

## Награди и номинации
| Година | Категория           | Резултат |
| ------ | ------------------- | -------- |
| 2016   | Цялостно творчество | Печели   |

| Година | Категория                           | Теленовела             | Резултат   |
| ------ | ----------------------------------- | ---------------------- | ---------- |
| 2016   | Най-добра актриса в поддържаща роля | Не ме оставяй          | Номинирана |
| 2014   | Най-добра актриса в поддържаща роля | Да лъжеш, за да живееш | Номинирана |
| 1999   | Най-добра актриса в поддържаща роля | Живея заради Елена     | Номинирана |
| 1989   | Най-добро женско откритие           | Грехът на Оюки         | Номинирана |